# 힐 시약
1937년에 로빈 힐에 의해 발견되었다. 힐 시약들은 광합성 중의 전자 전달의 발견을 가능하게 했다. 이 염료들은 환원되었을 때 색을 바꾸며 인공적인 전자 받개로 행동한다. 예 : 2,6-다이클로로페놀인도페놀(DCPIP)

## 참고 문헌
- David Alan Walker (2002). “‘And whose bright presence’ – an appreciation of Robert Hill and his reaction”. 《Photosynthesis Research》 73 (1–3): 51–54. doi:10.1023/A:1020479620680. PMID 16245102.
- Govindjee  and David Krogmann (2004). “Discoveries in Oxygenic Photosynthesis (1727–2003): A Perspective”. 《Photosynthesis Research》 80 (1–3): 15–57. doi:10.1023/B:PRES.0000030443.63979.e6. PMID 16328809.